# Terry Michos
Terry Michos (født 26. december 1953) er en amerikansk skuespiller, bedst kendt som Vermin i The Warriors. I dag er Terry Michos nyhedsredaktør i en forstad til New York.